# Vitamin E

(RRR)-Isomer von Tocopherol (α-Tocopherol)

Vitamin E ist ein Sammelbegriff für alle fettlöslichen Substanzen mit meist antioxidativen Wirkungen, die die biologische Aktivität von (RRR)-α-Tocopherol aufweisen; damit handelt es sich um Vitamere. Zu den Vitamin-E-Formen zählen die sogenannten Tocopherole und Tocotrienole (abgeleitet von den altgriechischen Wörtern τόκος tókos „Geburt, Nachkommen“ und φέρειν phérein „tragen, bringen“). Es kommen acht verschiedene Formen vor.
Vitamin E ist Bestandteil aller Membranen tierischer Zellen, wird jedoch nur von photosynthetisch aktiven Organismen wie Pflanzen und Cyanobakterien gebildet. Häufig wird der Begriff Vitamin E allein für α-Tocopherol, die am besten erforschte Form von Vitamin E, verwendet.

## Geschichte
Vitamin E wurde als „Fruchtbarkeits-Vitamin“ entdeckt und als „Fortpflanzungsvitamin“ sowie als „Antisterilitätsvitamin“ beschrieben. Herbert M. Evans und Katherine S. Bishop wiesen 1922 als erste auf einen bis dahin unbekannten fettlöslichen Faktor hin, der für die Reproduktion von Ratten notwendig war. Hierbei machten sie die Beobachtung, dass Ratten bei einer Diät aus Kasein, Maisstärke, Schmalz, Milchfett und Salzen – angereichert mit ausreichenden Mengen an Vitamin A (in Form von Lebertran), Vitamin B (Backhefe) und Vitamin C (Orangensaft) – sich nicht mehr fortpflanzen konnten. Bei Gabe von Salat konnte dieser Zustand wieder aufgehoben werden. In den Folgejahren wurde dieser Faktor in Form von α-Tocopherol vor allem aus Weizenkeimöl, Hafer und Mais isoliert, als Vitamin erkannt und aufgrund der bereits bekannten Vitamine A, B, C und D nun erstmals durch den Biochemiker Barnett Sure als Vitamin „E“ bezeichnet.
Die antioxidative Wirkung wurde durch Harold S. Olcott und Oliver H. Emerson (Gladys Anderson Emersons Ehemann) 1937 beschrieben. 1938 wurde die Struktur von Vitamin E (hier α-Tocopherol) von Erhard Fernholz aufgeklärt, zudem kam es im gleichen Jahr zur ersten chemischen Synthese durch Paul Karrer. Vertreter der ebenfalls zu den Vitamin-E-Formen zählenden Tocotrienole wurden gegen Ende der 1950er Jahre beschrieben und durch die Arbeiten von J. Bunyan und Mitarbeitern 1961 isoliert.
1968 wurde Vitamin E als essentieller Nährstoff durch das Food and Nutrition Board anerkannt.

## Beschreibung
Die Grundstruktur aller Vitamin-E-Formen bildet ein an Position 6 hydroxylierter Chromanring, dessen Methylierung diese in eine α-, β-, γ- oder δ-Form unterteilt. Durch unterschiedlich gesättigte Seitenketten werden wieder vier Familien unterschieden, nämlich die
- Tocopherole mit einer gesättigten Seitenkette und die
- Tocotrienole (T3) mit einer dreifach ungesättigten Seitenkette.

Die C2-Position am Chromanring sowie die C4'- und C8'-Positionen der Phythylseitenkette bei Tocopherol sind chiral, es sind damit acht Stereoisomere möglich. Tocopherole liegen natürlicherseits ausschließlich in einer (RRR)-Konfiguration vor. Die natürlich vorkommende (RRR)-Form von Vitamin E wurde auch als D-Form bezeichnet (D-α-Tocopherol). Die synthetisch hergestellte Form bildet ein Gemisch aus acht Stereoisomeren (all-rac), sie wurde ehemals DL-Form genannt (DL-α-Tocopherol). Im Handel sind ferner Ester als Acetate, Succinate oder Nicotinate beziehbar.
| Name         | Struktur der (RRR)-Isomere | R1  | R2  |
| ------------ | -------------------------- | --- | --- |
| α-Tocopherol |                            | CH3 | CH3 |
| β-Tocopherol | CH3                        | H   |     |
| γ-Tocopherol | H                          | CH3 |     |
| δ-Tocopherol | H                          | H   |     |

| Name          | Struktur der (R)-Isomere | R1  | R2  |
| ------------- | ------------------------ | --- | --- |
| α-Tocotrienol |                          | CH3 | CH3 |
| β-Tocotrienol | CH3                      | H   |     |
| γ-Tocotrienol | H                        | CH3 |     |
| δ-Tocotrienol | H                        | H   |     |

## Aufgabe/Funktion im Körper

Reduktion eines Fettsäureradikals durch α-Tocopherol. R^{1} steht für den unverzweigten Alkylrest der Fettsäure.

Eine seiner wichtigsten Funktionen ist die eines lipidlöslichen Antioxidans, das in der Lage ist, mehrfach ungesättigte Fettsäuren in Membranlipiden, Lipoproteinen und Depotfett vor einer Zerstörung durch Oxidation (Lipidperoxidation) zu schützen. Freie Radikale würden die Doppelbindungen der Fettsäuren der Zell- und Organellmembranen angreifen. Tocopherol wirkt als Radikalfänger, indem es selbst zu einem reaktionsträgen, da mesomeriestabilisierten Radikal wird. Das Tocopherol-Radikal wird dann unter Bildung eines Ascorbatradikals reduziert. Das Ascorbatradikal wird mit Hilfe von Glutathion (GSH) regeneriert. Dabei werden zwei Monomere (GSH) zu einem Dimer (GSSG) oxidiert.
Vitamin E hat Funktionen in der Steuerung der Keimdrüsen und wird daher auch als Antisterilitätsvitamin bezeichnet.
Der menschliche Körper kann am besten (RRR)-α-Tocopherol speichern und transportieren. Der Grund hierfür: Das in der Leber befindliche α-Tocopherol-Transfer-Protein (α-TTP), welches für den Transport des Vitamin E via VLDL in den Blutkreislauf verantwortlich ist, hat die höchste Affinität zum natürlichen α-Tocopherol. Durch die Speicherkapazität kann eine einmalige Gabe für längere Zeit wirken. Das im Wesentlichen in Sojaprodukten vorkommende γ-Tocopherol zeigt eine geringere Aktivität. Neuerdings wird aber diskutiert, ob diesem eine besondere Rolle zugeschrieben werden muss. In humanem LDL, einem Lipoprotein, sind α-Tocopherol und in geringer Konzentration auch γ-Tocopherol vorhanden.
Die biologische Aktivität unterscheidet sich unter den Vitameren. Bezogen auf α-Tocopherol (100 %) weist β-Tocopherol 50 %, γ-Tocopherol 10 %, δ-Tocopherol 3 %, α-Tocotrienol 30 % und β-Tocotrienol 5 % der Aktivität auf.

## α-Tocopherol-Äquivalente
1 mg α-Tocopherol entsprechen 2,32 µmol. Angaben über den Vitamin-E-Bedarf und die biologische Wirksamkeit werden in mg RRR-α-Tocopherol-Äquivalente (auch α-TE oder TÄ) angegeben, was eine Umrechnung der Tocotrienol- und Tocopherole-Vitamere erleichtert.
1 mg aTE entsprechen:
- 1 mg α-Tocopherol (RRR-α-Tocopherol)
- 2 mg β-Tocopherol
- 4 mg γ-Tocopherol
- 100 mg δ-Tocopherol
- 3,3 mg α-Tocotrienol
- 6,6 mg β-Tocotrienol
- 13,2 mg γ-Tocotrienol
- für δ-Tocotrienol existiert keine offizielle Umrechnung

Für die (RRR)-α-Tocopherol-Ester gilt: 1 mg α-TE entsprechen 1,10 mg α-Tocopherylacetat oder 1,23 mg α-Tocopherylsuccinat. Beim synthetischen all-rac-α-Tocopherol gilt der Umrechnungsfaktor 1 mg α-TE = 1,35 mg all-rac-α-Tocopherol.
Die Angabe der aTE korreliert nicht mit der antioxidativen Wirkung. Im Gegenteil zeigen Tocotrienole sowie generell γ- und δ-Isomere eine wesentlich höhere antioxidative Aktivität. Bei Tocotrienolen wurde eine um 40-fach höhere antioxidative Schutzwirkung gegen Lipid-Peroxidation an Zellmembranen nachgewiesen.
Synthetische Erzeugnisse mit Vitamin-E-Wirkung haben im Vergleich zu natürlichem Vitamin E eine reduzierte Wirkung, da sie aus Gemischen („all-RAC“) verschiedener Isomere im Aufbau des Phytyl-Restes bestehen.
Die älteren IE (bzw. USP-Units) basierten auf der relativen Vitamin-E-Aktivität von all-rac-α-Tocopherylacetat (1,49) und sollen nicht mehr verwendet werden.
Die biologische Aktivität der synthetischen all-rac-α-Tocopherol-Isomere ist geringer als die der natürlichen Form. Bezogen auf (RRR)-α-Tocopherol liegt sie wie folgt: RRS bei 90 %, RSS bei 73 %, RSR bei 57 %, SRS bei 37 %, SRR bei 31 % und SSR bei 21 %.

## Vorkommen
| Lebensmittel   | Gehalt mg/100 g |
| -------------- | --------------- |
| Weizenkeimöl   | 215,4           |
| Sonnenblumenöl | 55,8            |
| Erdnussöl      | 17,2            |
| Olivenöl       | 12,0            |
| Weizenkleie    | 2,4             |
| Mais           | 2,0             |
| Haferflocken   | 1,5             |
| Spargel        | 2,0             |
| Tomate         | 0,9             |
| Möhre          | 0,6             |
| Blumenkohl     | 0,1             |
| Mandel         | 25,0            |
| Haselnuss      | 25,0            |
| Walnuss        | 6,2             |

In tierischen Nahrungsmitteln liegen die Vitamin-E-Gehalte erheblich niedriger als die pflanzlicher Nahrungsmittel. Besonders hohe Gehalte an Vitamin E weisen pflanzliche Öle auf, in der Regel überwiegt der Anteil von α-Tocopherol. Dagegen dominiert in Sojaöl γ-Tocopherol. Je mehr ungesättigte Fettsäuren in den Ölen enthalten ist, desto mehr Vitamin E kommt darin vor.  Raffination dieser Öle kann zu starken Verlusten (bis zu etwa 40 %) an Vitamin E führen.
Gemüse enthält im Vergleich zu den Ölen wenig Vitamin E, allgemein kommen in grünen Pflanzenteilen abhängig von der Menge an Chloroplasten viel α-Tocopherol vor. Daneben findet man es auch in anderen, „gelben“ Pflanzenteilen wie Wurzeln oder Früchten, dort korreliert es mit dem Gehalt an Chromoplasten (überwiegend als γ-Tocopherol). Eine weitere Vitamin E-Quelle sind Getreide und Getreideprodukte. Beim Weizenkorn wird das enthaltene Vitamin E während der Keimung verbraucht. Abhängig von der Schicht des Weizenkorns liegen unterschiedliche Vitamere vor.
Vitamin E wird nur in Pflanzen aufgebaut, die Biosynthese startet aus Homogentisinsäure sowie Phytylpyrophosphat größtenteils in den Plastiden.
Vitamin E wird auch synthetisch (u. a. von BASF, E. Merck (India) und DSM Nutritional Products) als ein racemisches Gemisch hergestellt. Synthetisches Tocopherol ist jedoch relativ instabil und wird daher meist noch mit einer Acetyl-Gruppe versehen (siehe auch dl-α-Tocopherylacetat). Dieses besitzt keine antioxidativen Eigenschaften. Es kann aber im Körper im Umfang von bis zu 50 % in natürliches Vitamin E umgewandelt werden.
In der EU darf in Nahrungsergänzungsmittel Vitamin E in Form von D-α-Tocopherol, dl-α-Tocopherol, D-α-Tocopherylacetat, dl-α-Tocopherylacetat, D-α-Tocopherylsäuresuccinat, gemischten Tocopherolen (α, ß, γ, δ) sowie Tocotrienol-Tocopherol zugegeben werden.

## Stabilität
Vitamin E ist relativ stabil gegen Hitze. Selbst nach mehrstündigem Erhitzen auf bis zu 180 °C (etwa beim Frittieren) blieben die Verluste im Bereich von 15 %−60 %. Alle acht Vitamin-E-Vitamere haben dabei einen deutlich positiven Einfluss gegen die Entstehung unerwünschter Oxidationsprodukte. Je niedriger die Temperatur und je kürzer die Erhitzung, desto mehr Vitamin E wird erhalten.

## Bedarf
Der Mindestbedarf beträgt 4 mg/d, zuzüglich etwa 0,4 mg pro Gramm Zufuhr an mehrfach ungesättigten Fettsäuren. Um die von verschiedenen Autoren als protektiv angesehenen Plasmaspiegel zu erreichen, ist eine Zufuhr von 20 bis 35 mg/d erforderlich. Aufgrund der geringen Toxizität werden teilweise Dosierungen von 268 mg/d empfohlen. Der Plasmaspiegel sollte oberhalb von 30 µmol/l liegen (bei einem Cholesterinwert von 220 mg/dl).

## Aufnahme
Die Aufnahme von Vitamin E entspricht der von Fetten. Esterasen und Hydrolasen spalten veresterte Derivate wie Tocopherylester hydrolytisch, die so freigesetzten Tocopherole und Tocotrienole werden anschließend in der Schleimhaut des Dünndarms aufgenommen. Mit Hilfe von Gallensäuren werden diese mit Triglyceriden, Cholesterin, Phospholipiden, Proteinen und Apolipoproteinen (sowie anderen fettlöslichen Vitaminen und Carotinoiden) in Chylomikrone eingebaut, hauptsächlich über den ApoB-Weg, seltener via den Apolipoprotein A1-Weg.

## Mangelerscheinungen (Hypovitaminose)
Mangelerscheinungen beim Menschen sind heutzutage in Europa sehr selten, da Tocopherol sehr gut in der Leber und im Fettgewebe gespeichert werden kann. Nachgewiesene Mangelerscheinungen treten meist nur im Zusammenhang mit Krankheiten wie z. B. einer exokrinen Pankreasinsuffizienz oder einer Verminderung des Gallenflusses auf, bei denen gleichzeitig die Aufnahme von Fetten gestört ist.
Folgen einer Hypovitaminose sind:
- trockene, faltige Haut
- Konzentrationsstörungen
- Leistungsschwäche
- Müdigkeit
- Reizbarkeit
- schlecht heilende Wunden
- Begünstigung von Arteriosklerose
- Dystrophie

## Überdosierung (Hypervitaminose)
Genauso wie die fettlöslichen Vitamine Vitamin A, Vitamin D und Vitamin K werden (RRR)-α-Tocopherol und die (2R)-Stereoisomere [(RSR)-, (RRS)- und (RSS)-α-Tocopherol] im Fettgewebe bzw. Blutplasma des Körpers angereichert. Die synthetisch hergestellten (2S)-Stereoisomere [(SRR)-, (SSR)-, (SRS)- und (SSS)-α-Tocopherol] werden hingegen nicht im Blutplasma gespeichert.
2003 hatte die Europäische Behörde für Lebensmittelsicherheit (EFSA) 300 mg (~450 IE) pro Tag α-Tocopheroläquivalente als tolerierbare Höchstaufnahmemenge (Tolerable Upper Intake Level, UL) definiert und für Kinder altersabhängig eine UL von zwischen 100 und 260 mg pro Tag abgeleitet. In den nachfolgenden Jahren wurden gesundheitlich schädliche Effekte in Interventionsstudien bei der Supplementation von Vitamin E beobachtet, auch bei hohen Dosierungen nach Selbstmedikation. Daher hat das BfR auf Basis der sogenannten akzeptablen täglichen Aufnahmemenge (Acceptable Daily Intake, ADI) bei 0,15–2 mg/kg Körpergewicht neue Grenzen für eine akzeptable Tagesaufnahmemenge festgelegt. Bei einem Referenzkörpergewicht für Erwachsene von 70 kg entspricht diese 105–140 mg Vitamin E. Jugendliche der Altersgruppe der 15- bis 17-Jährigen haben ein Referenzgewicht von 61,3 kg, wodurch die tägliche Aufnahme von 92–123 mg Vitamin E als akzeptabel bewertet wird.
In drei Meta-Analysen, die allerdings Gegenstimmen fanden, wurde für Dosierungen > 400 IE eine erhöhte Sterblichkeit (alle Ursachen) gefunden. Die mittlere letale Dosis (LD50) des α-Tocopherol liegt bei >2000 mg pro kg Körpergewicht; getestet an Mäusen, Ratten und Kaninchen. Eine Vitamin E-Supplementierung über 12 Wochen von 1000 IU (RRR)-α-Tocopherol kann zu einem Vitamin-K-Mangel führen.
Das BfR schlägt für Nahrungsergänzungsmittel eine Höchstmenge von 30 mg pro Tag vor, warnt aber davor, dass bei Männern ab 55 Jahren bei einer unkontrollierten Supplementierung das Risiko für Prostatakrebs erhöht werden kann.
In hohen Dosen kann Vitamin E zu Blutungen führen.

## Wechselwirkungen
Vitamin E verstärkt durch seine Prostaglandin-Interaktion die Wirkung von Antikoagulanzien (Gerinnungshemmer), deshalb muss bei (chronischer) Anwendung oraler Antikoagulanzien die Therapie sorgfältig überwacht werden, um ein erhöhtes Blutungsrisiko zu vermeiden.
Zudem sollen Patienten auf Vitamin E bzw. allgemein Antioxidanzien verzichten, wenn diese Statine und Niacin einnehmen. Tägliche hohe Dosen an Vitamin E (≥ 300 I.E.) wechselwirken mit Cyclosporin A, was dessen immunsuppressive Wirkung beeinträchtigen kann.
Es liegen aber keine Hinweise auf klinisch relevante Wechselwirkungen zwischen in Lebensmitteln enthaltenem und über die Nahrung aufgenommenem Vitamin E und Arzneistoffen vor.

## Analytik
Zur chromatographischen Analytik siehe die Beiträge zu den einzelnen Tocopherolen.